# 町田一八
町田 一八（まちだ かずや）は、日本の漫画原作者。

## 作品一覧

### 原作
- ミチバタメモリーズ（『ヤングガンガン』、スクウェア・エニックス、作画：小玉有起）
- VARI DRIVE（『ヤングガンガン』、スクウェア・エニックス、作画：大岩ケンヂ）
- 鴉 KARASU（『ヤングガンガン』、スクウェア・エニックス、作画：柳ゆき助）
- SHIORI EXPERIENCE ジミなわたしとヘンなおじさん（『ビッグガンガン』、スクウェア・エニックス、作画：長田悠幸）

### 構成協力
- 新選組刃義抄 アサギ（『ヤングガンガン』、スクウェア・エニックス、原作：山村竜也、作画：蜷川ヤエコ）
- キッドアイラック!（『ヤングガンガン』、スクウェア・エニックス、作画：長田悠幸）